# Neurigona semilata
Neurigona semilata är en tvåvingeart som beskrevs av Negrobov och Fursov 1988. Neurigona semilata ingår i släktet Neurigona och familjen styltflugor. Inga underarter finns listade i Catalogue of Life.